# Jorge Gutiérrez Keen
Jorge Gutiérrez Keen (* 6. September 1979) ist ein ehemaliger argentinischer Squashspieler.

## Karriere
Jorge Gutiérrez Keens höchste Platzierung in der Weltrangliste erreichte er mit Rang 152 im März 2005. Seinen einzigen Titel auf der PSA World Tour gewann er 1999 in Brasilien. Bei den Panamerikanischen Spielen gewann er 1999 nach einer Finalniederlage im Einzel gegen Graham Ryding die Silbermedaille. Mit der Mannschaft gewann er außerdem Bronze, wie auch nochmals 2003. 2001, 2002 und 2004 wurde er Panamerikameister im Einzel. Beide Male gewann er das Finalspiel gegen Eric Gálvez. 2013 gewann er den Titel nochmals mit der Mannschaft. Mit der argentinischen Nationalmannschaft nahm er 1997 und 1999 an der Weltmeisterschaft teil.
2011 wurde er in Kolumbien positiv auf Tetrahydrocannabinol getestet. Daraufhin wurde er von der World Squash Federation für vier Monate gesperrt.

## Erfolge
- Panamerikameister: 3 Titel (2001, 2002, 2004)
- Panamerikameister mit der Mannschaft: 2013
- Gewonnene PSA-Titel: 1
- Panamerikanische Spiele: 1 × Silber (Einzel 2003), 2 × Bronze (Mannschaft 1999 und 2003)